# Richie McCaw
Richard Hugh “Richie” McCaw (Oamaru, 31 dicembre 1980) è un ex rugbista a 15 neozelandese, durante tutta la sua carriera terza linea del Canterbury in ITM Cup e dei Crusaders in Super Rugby, nonché degli All Blacks, in cui militò per 15 stagioni.
Vanta la partecipazione a quattro edizioni consecutive della Coppa del Mondo, con le vittorie nel 2011 e 2015.
Benché già altri giocatori in precedenza abbiano vinto tale torneo più di una volta, McCaw è tuttavia il primo ad averla vinta due volte consecutive e in entrambi i casi da capitano.
Primo giocatore del suo Paese a raggiungere le 100 presenze internazionali, è anche il primo rugbista al mondo a vantare almeno 100 vittorie in gare internazionali e 100 incontri da capitano.
Il 15 agosto 2015 divenne inoltre, con 142 incontri, il recordman di presenze internazionali, superando il precedente primato dell'irlandese Brian O'Driscoll.
È stato giudicato tre volte (nel 2006, 2009 e 2010) miglior rugbista dell'anno dall'International Rugby Board; ritiratosi ufficialmente dall'attività tre settimane dopo la vittoria della Coppa del Mondo di rugby 2015, vanta 148 incontri internazionali e 110 vittorie da capitano, quest'ultimo un record.
Dal 31 dicembre 2015 è, per i suoi contributi alla disciplina e al Paese, membro dell'Ordine della Nuova Zelanda.

## Biografia

### Le origini
Richie McCaw è nato l'ultimo giorno del 1980 da Don, agricoltore, e Margaret McCaw, insegnante; la sua famiglia è di origine scozzese e la presenza dei McCaw in Nuova Zelanda risale alla fine del XIX secolo quando un antenato, Alexander, emigrò dai Borders per intraprendere l'attività di coltivatore nella regione di Otago.
Tutta la famiglia McCaw fu dedita da allora all'agricoltura, tranne il nonno di Richie, Jim, che fu un pilota militare durante la seconda guerra mondiale nel 486º squadrone della RNZAF di stanza in Sussex, distinguendosi in battaglia nel 1944 contro le V1 e V2 tedesche e venendo decorato con la Distinguished Flying Cross.
Fu proprio Jim McCaw, dopo la guerra divenuto istruttore di volo, che trasmise a Richie la passione per l'aeronautica e gli insegnò a pilotare l'aliante fin dall'età di 9 anni.
Contemporaneamente, fin da quando aveva sei anni, Richie McCaw militava nelle squadre giovanili del Kurow, un club della provincia, già mettendosi in luce come terza linea; nel 1994 entrò alla Otago High School di Dunedin, della cui prima squadra di rugby divenne capitano.
Diplomatosi nel 1998, si iscrisse alla Lincoln University di Christchurch per studiare agraria e fu incluso nella formazione rugbistica dell'ateneo che partecipava al campionato provinciale di Canterbury.

### Gli esordi professionistici
Nel 1999 McCaw fu selezionato per la nazionale neozelandese Under-19 con cui vinse il campionato del mondo di categoria e, più tardi nell'anno, la provincia rugbistica di Otago, cui egli apparteneva, gli preferì il terza linea Sam Harding nel campionato provinciale neozelandese; questo lo lasciò libero per la provincia di Canterbury, per la quale esordì nel 2000 contro North Harbour.
Nel 2001 esordì anche in Super 12 nella franchise di Canterbury dei Crusaders e, a novembre di quell'anno, ricevette la sua prima convocazione per gli All Blacks, in occasione del loro tour in Europa e Sudamerica, con meno di 20 partite ufficiali di club alle spalle nel biennio precedente.
Il debutto in nazionale avvenne a Dublino il 17 novembre 2001 contro l'Irlanda, e McCaw scese in campo anche la settimana successiva a Murrayfield contro la Scozia.
Benché appena esordiente in nazionale, e con un titolo di National Provincial Championship vinto con relativamente poche presenze in campo, a dicembre McCaw fu nominato miglior giocatore di tale torneo per l'anno 2001.

### L'affermazione in Super Rugby

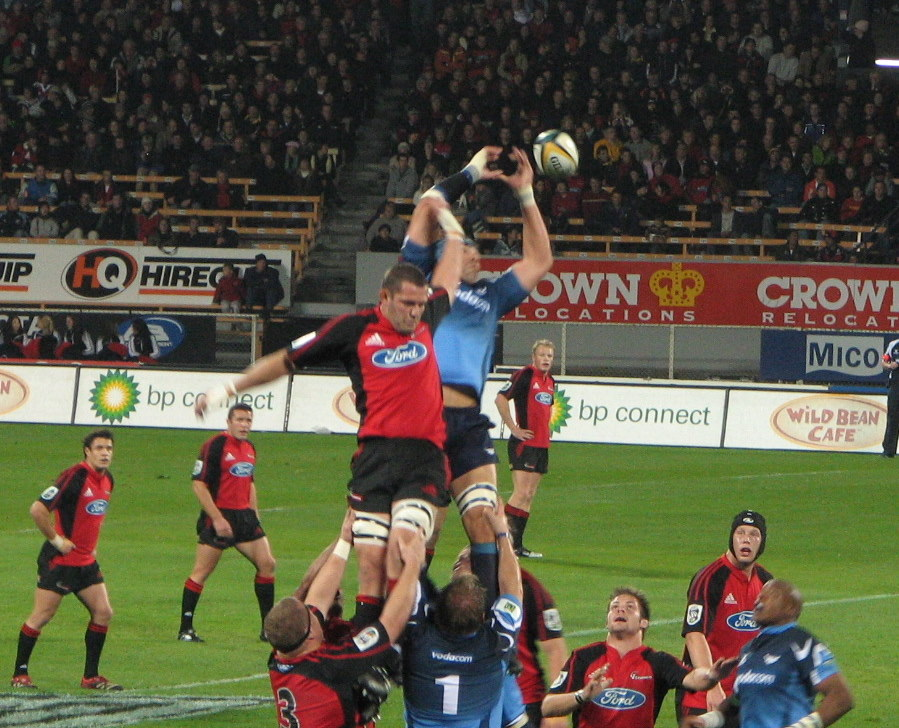
Una fase della semifinale del Super 14 2006 tra Crusaders (in rosso) e Bulls; McCaw appare in basso alla destra di Wessel Roux, numero 1 dei Bulls

Il 2002 fu l'anno del primo grande successo di McCaw, ottenuto con i Crusaders in Super 12; nella stagione regolare la squadra vinse 11 incontri su 11 classificandosi al primo posto, poi sconfisse i connazionali Highlanders in semifinale e gli australiani Brumbies in finale, portando lo score a 13 vittorie consecutive; fu, quella, la prima di una serie cinque finali consecutive di Super Rugby che videro i Crusaders sempre presenti; nel Super 12 2003 la squadra di McCaw fu sconfitta 17-21 dai connazionali Blues di Auckland, mentre nell'edizione seguente a battere i Crusaders furono i Brumbies con uno spettacolare 47-38 in cui McCaw mise la firma con una meta, la sua prima in una finale di torneo; da neocapitano McCaw vinse invece il Super 12 2005 al termine di una finale in cui i neozelandesi si imposero 35-25 contro gli australiani Waratahs.
L'affermazione si ripeté nel torneo 2006, quando i Crusaders batterono in finale gli Hurricanes per 19-12 aggiudicandosi il loro 6º titolo assoluto, il 3° per McCaw.
L'ultimo, e più recente, titolo per McCaw fu quello del torneo 2008, ottenuto di nuovo dopo una vittoria su Waratahs.
McCaw giunse nuovamente alla finale del titolo nel 2014, ma proprio un fallo a lui fischiato a tempo scaduto dall'arbitro Craig Joubert con i Crusaders in vantaggio per 30-29 sugli Waratahs costò alla sua squadra un calcio piazzato che gli australiani realizzarono, ribaltando il punteggio e vincendo 32-30.
A tali affermazioni nel campionato SANZAAR si aggiungono le vittorie nel National Provincial Championship e, successivamente, ITM Cup, che la provincia di Canterbury si è aggiudicata con McCaw alla guida nel 2004 e, successivamente, quattro volte consecutive tra il 2008 e il 2011.
Già inserito due volte, nel 2004 e 2005, nella lista dei migliori giocatori dell'anno dell'International Rugby Board, riconoscimento assegnato poi rispettivamente al sudafricano Schalk Burger e al suo connazionale Dan Carter, McCaw fu infine insignito, per la prima volta, di tale premio alla terza nomination consecutiva, nel 2006.

### L'attività e i riconoscimenti a livello internazionale
Fin dall'esordio negli All Blacks McCaw ne divenne titolare fisso, partecipando, a partire dall'edizione del 2002, a tutti i Tri Nations (oggi Rugby Championship) tenutisi fino al 2015, vincendone dieci e saltando solo il torneo del 2004 a causa di un infortunio alla testa occorsogli durante un test match di metà anno contro l'Inghilterra; vice capitano fin dall'avvento di Graham Henry sulla panchina neozelandese, McCaw fu nominato capitano della squadra nel maggio del 2006.

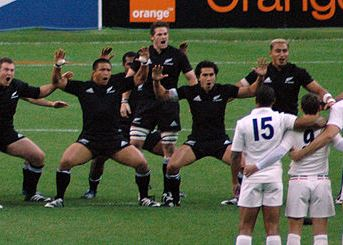
McCaw dirige la Haka contro la a Parigi nel novembre del 2006

Il primo episodio in cui si mise in luce avvenne a Durban durante il Tri Nations 2002; in quel momento la Nuova Zelanda stava pareggiando 17-17 contro il Sudafrica e un sostenitore degli Springbok, verosimilmente alterato dalla concessione di una meta tecnica agli All Blacks da parte dell'arbitro irlandese David McHugh, entrò in campo e tentò di assalire il direttore di gara, ma McCaw, non appena vide l'invasore aggredire l'arbitro, lo bloccò con l'aiuto del sudafricano AJ Venter e lo consegnò agli agenti di polizia nel frattempo entrati in campo.
McHugh fu sostituito dal quarto ufficiale, l'inglese Chris White, e una volta all'ospedale risultò avere riportato la slogatura di una spalla, che senza l'intervento di McCaw e Venter avrebbe potuto essere perfino una frattura, secondo i sanitari.
Il 2003 fu l'anno della prima Coppa del Mondo per McCaw, alla quale si presentò come vice del capitano Tana Umaga; la squadra neozelandese perse solo in semifinale contro i padroni di casa ed eterni rivali dell'Australia, per poi aggiudicarsi il terzo posto dopo la finale di consolazione contro la Francia; un anno e mezzo prima della sua investitura ufficiale, stante l'assenza del titolare Umaga, McCaw vestì per la prima volta i gradi da capitano alla sua venticinquesima partita internazionale, a Cardiff in occasione di una rocambolesca vittoria 26-25 contro il Galles durante il tour di fine anno 2004.
Un anno più tardi, nel tour 2005, McCaw fu capitano per la seconda volta in occasione di una vittoria, più agevole della precedente, per 45-7 sull'Irlanda a Dublino.
Il primo tour europeo del quale McCaw fu capitano si risolse con un en plein, sebbene non fu un Grande Slam in quanto gli All Blacks non incontrarono tutte le nazionali britanniche: la prima vittima fu l'Inghilterra campione del mondo, doppiata 41-20; a seguire la Francia, battuta due volte nell'arco di una settimana, 47-3 a Lione e 23-11 a Saint-Denis; infine a Cardiff fu il Galles a essere pesantemente sconfitto per 45-10.
A fine tour giunse il citato titolo di giocatore dell'anno IRB.
Con tale premio nel proprio palmarès personale, McCaw si preparò a guidare la Nuova Zelanda alla Coppa del Mondo di rugby 2007 in programma a settembre in Francia; la fase di qualificazione fu vinta a punteggio pieno dominando un girone che vedeva come avversarie Italia, Portogallo, Romania e Scozia; nei quarti di finale gli All Blacks impattarono contro una grande prestazione della Francia che si impose 20-18 eliminando così McCaw e compagni dal torneo.
Nel suo Henry's All Blacks, instant-book uscito in contemporanea alla fine della Coppa del Mondo, il giornalista ed ex rugbista Murray Deaker attribuì il fallimento della spedizione in Francia alle scelte errate di Graham Henry e non risparmiò neppure lo stesso McCaw, responsabile secondo lui di non essere stato una guida sicura e ispirata e di non avere saputo imprimere cambi di passo alla squadra in campo quando le cose andavano male.

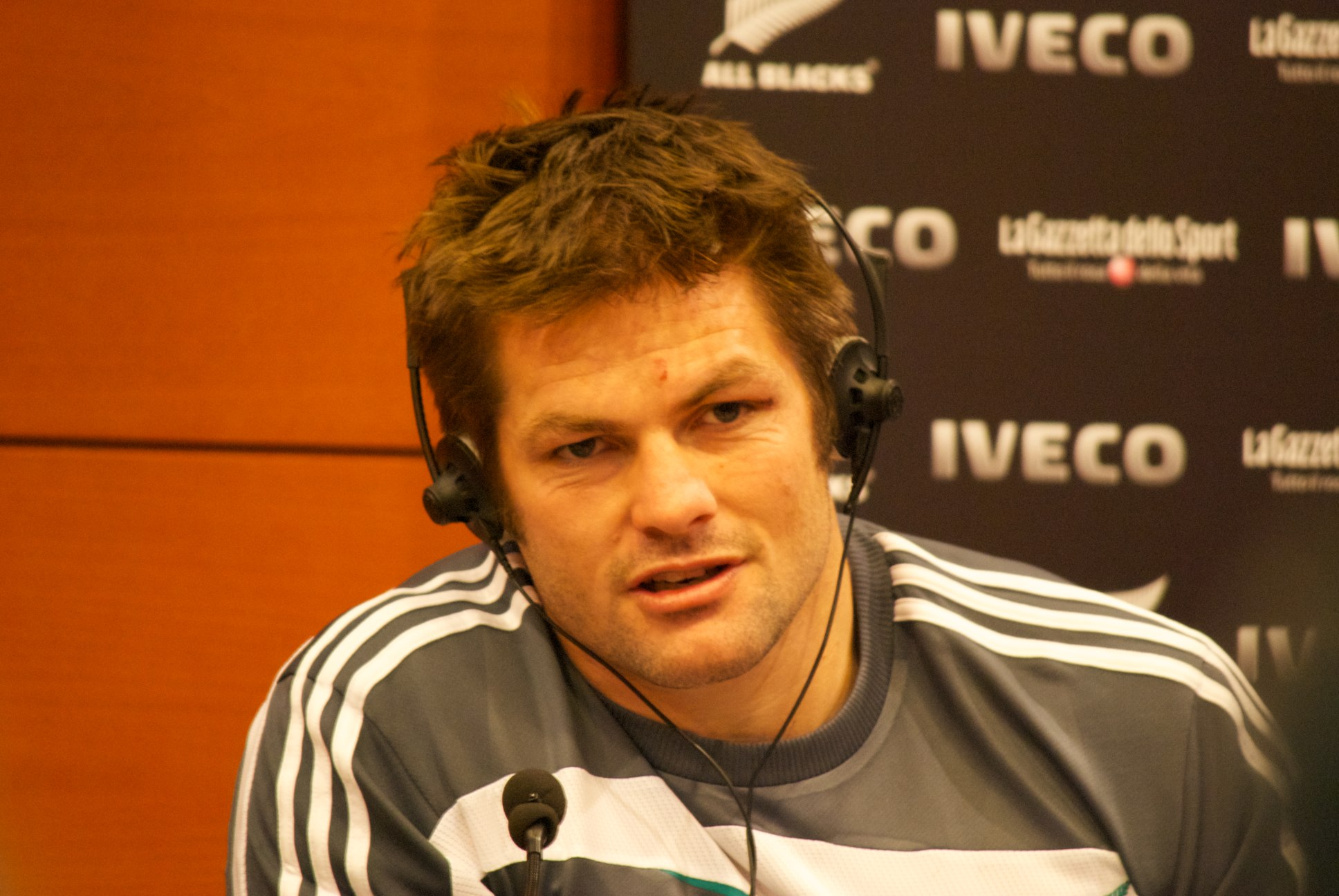
McCaw a una conferenza stampa a Milano durante il tour neozelandese del 2009

A metà anno 2008, con il suo quarto titolo personale di Super Rugby nel palmarès, McCaw capitanò i test della Nuova Zelanda contro Irlanda e Inghilterra (due), che si risolsero in tre vittorie; guidò alla vittoria la squadra nel Tri Nations (in cui, singolarmente, le uniche due partite perse dagli All Blacks furono quelle dove McCaw non fu presente in campo a causa dei postumi di un infortunio occorsogli nel secondo test match contro gli inglesi) e, nel corso del tour nelle Isole Britanniche, realizzò il suo primo Slam da capitano, battendo in sequenza Scozia 32-6, Irlanda 22-3, Galles 29-9 e infine Inghilterra 32-6, senza subire una meta in quattro incontri.
Grazie a tale striscia positiva di risultati la Nuova Zelanda si riprese il primo posto del ranking IRB, dal quale un anno prima era stata scalzata per mano del Sudafrica campione del mondo.
Il 2009 non fu altrettanto vittorioso, perché il Sudafrica vinse il Tri Nations che la Nuova Zelanda terminò con tre vittorie e altrettante sconfitte, ma il riscatto avvenne a fine anno quando gli All Blacks vinsero la Bledisloe Cup contro l'Australia con una serie netta 4-0 e conquistarono la vittoria in quattro test match nel tour europeo di fine anno, contro Italia 20-6 (incontro cui tuttavia McCaw non prese parte), Galles 19-12, Inghilterra 19-6 e Francia 39-12.
La performance personale di McCaw permise alla Nuova Zelanda di mantenere il primo posto del ranking IRB e a lui stesso di aggiudicarsi il secondo titolo di giocatore dell'anno.

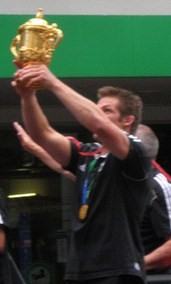
McCaw mostra la Coppa Webb Ellis vinta nel 2011

Se a livello di club, nonostante il raggiungimento del prestigioso traguardo di 100 incontri con i Crusaders, il 2010 non fu proficuo a causa dell'eliminazione nelle semifinali di Super Rugby a opera dei Bulls, in Nazionale McCaw guidò la squadra alla vittoria nei test di metà anno contro Irlanda e Galles e successivamente a un en plein nel Tri Nation (ininfluente ai fini della conquista della Bledisloe Cup fu la sconfitta subìta a Hong Kong per mano degli Wallabies, che tuttavia interruppe a 10 una serie vincente dei neozelandesi), per poi concludere con il secondo Grande Slam in due anni (e il quarto assoluto per gli All Blacks) nel tour di fine anno, in cui nell'ordine furono battute Inghilterra 26-16, Scozia 49-3, Irlanda 38-18 e infine Galles 37-25.

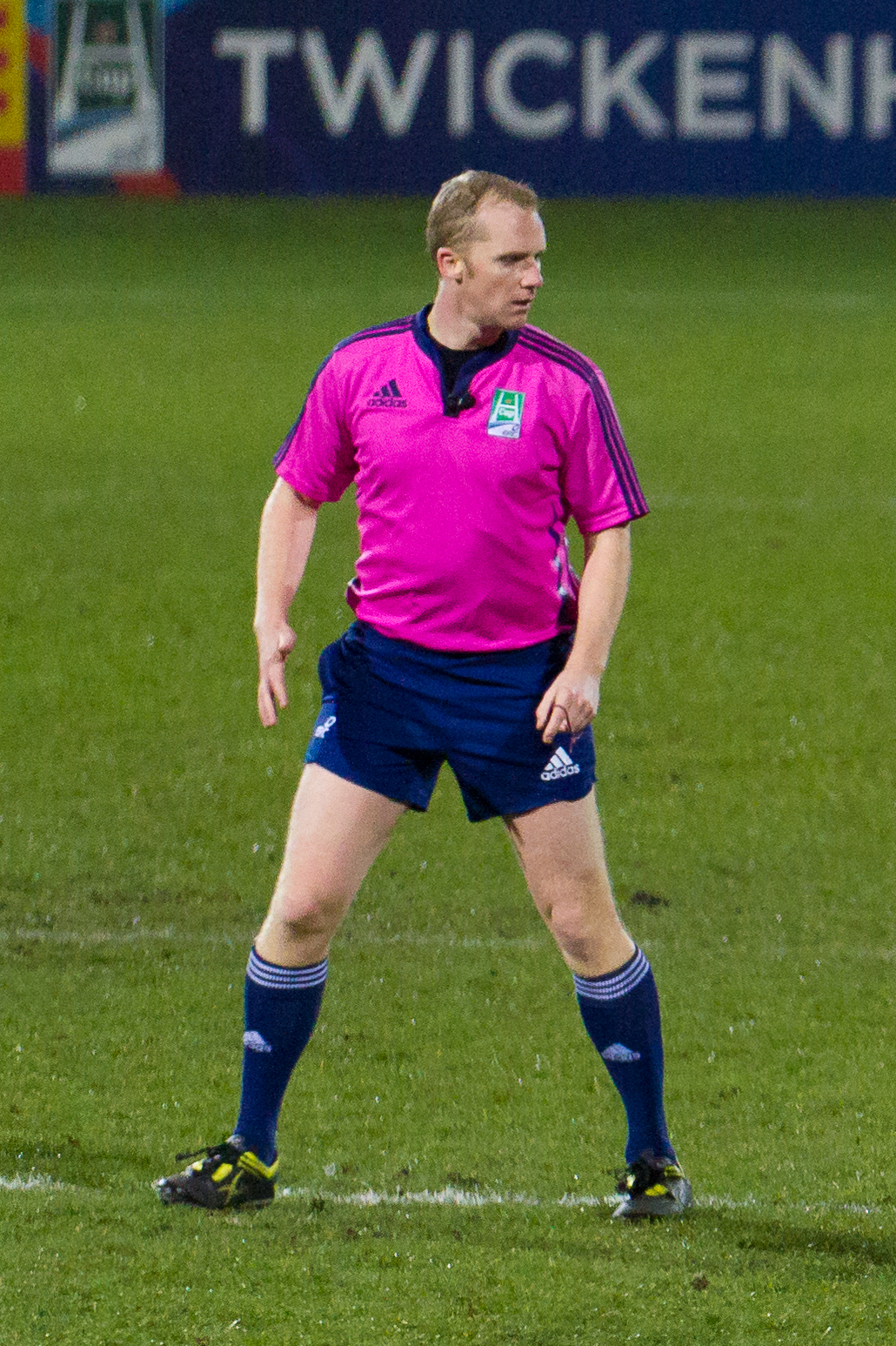
L'arbitro inglese Wayne Barnes, la cui designazione per Francia - Nuova Zelanda alla è oggetto di critica da parte di McCaw

A coronamento della stagione vincente della Nuova Zelanda, giunse per il suo capitano McCaw il titolo personale di miglior giocatore IRB dell'anno per la terza volta, la seconda consecutiva.
La preparazione alla Coppa del Mondo di rugby 2011 in programma proprio in Nuova Zelanda fu interlocutoria: gli All Blacks persero il Tri Nations proprio nell'ultima giornata di torneo per mano dell'Australia che si impose a Brisbane per 25-20, ma nella fase a gironi del torneo mondiale si riscattarono, vincendo il punto di bonus in ogni incontro e terminando la prima fase a punteggio pieno; di fronte alla Francia, nella terza partita della fase iniziale, McCaw celebrò il suo centesimo test match, primo neozelandese a raggiungere tale traguardo.
Dopo avere eliminato Argentina nei quarti e Australia in semifinale, la Nuova Zelanda ritrovò proprio la Francia a contenderle il titolo mondiale in finale: la vittoria arrise a McCaw e compagni al termine di un incontro vinto 8-7 e deciso solo dal peso dei calci tra i pali (una meta per parte, più una punizione per gli All Blacks contro una trasformazione dei francesi) e che lo stesso McCaw definì duro, spigoloso e combattuto, nonché carico di pressioni alla vigilia.
Quello sollevato da McCaw fu il secondo trofeo mondiale vinto dalla Nuova Zelanda a distanza di 24 anni dalla vittoria nella prima edizione assoluta del torneo, nel 1987.
Nel 2012 McCaw raggiunse un ulteriore prestigioso traguardo: a parte la vittoria nel Championship, il suo ottavo considerando anche le precedenti edizioni note come Tri Nations, il 6 ottobre, battendo il Sudafrica a Johannesburg, divenne il primo giocatore a vincere 100 test match.
In quegli stessi giorni fu pubblicata una sua biografia autorizzata, The Open Side, nella quale McCaw racconta tra l'altro che, durante la vittoriosa Coppa del mondo vinta contro la Francia, nascose un infortunio al piede anche allo staff tecnico e ai compagni, non solo alla stampa, davanti alla quale, racconta, «stringevo i denti e facevo finta di camminare normalmente».
La biografia contiene anche una critica alla scelta della Federazione internazionale di assegnare al giovane arbitro inglese Wayne Barnes il controverso quarto di finale contro la Francia nella Coppa del Mondo di quattro anni prima in quanto, secondo McCaw, «ancora troppo inesperto e spaventato per un incontro di quella portata, il più importante da lui diretto fino ad allora».
Già a settembre McCaw aveva annunciato un semestre sabbatico nella prima metà del 2013 al fine di ristabilirsi completamente dal citato infortunio al piede e di un problema a un ginocchio, ma anche per ricaricarsi mentalmente in quanto, a suo giudizio, a rischio di averne abbastanza dell'attività agonistica se avesse mantenuto l'attuale ritmo senza una sosta.
McCaw tornò in campo per il turno di spareggio del Super Rugby 2013 a Christchurch contro gli australiani Reds (vittoria 38-9) negli ultimi 15 minuti di partita, e perse la successiva semifinale 19-20 contro gli Chiefs.
Rientrò in nazionale per il match d'apertura del Championship 2013 a Sydney contro l'Australia, valido anche per la Bledisloe Cup: grazie anche a una sua meta, gli All Blacks si imposero nettamente per 47-29; presente in tutte le partite del torneo, aggiudicato con sei vittorie in altrettanti incontri, prese parte anche ai test match di fine anno in Europa; dopo un'ennesima vittoria nel Championship 2014, raggiunse, nel corso del successivo tour novembrino nell'Emisfero Nord, la sua centesima partita da capitano: avvenne a Cardiff il 22 novembre, al Millennium Stadium, avversario il Galles.
Nell'occasione, il 34-16 inflitto ai gallesi fu anche l'ottantottesima vittoria degli All Blacks con McCaw capitano nonché la centoventunesima assoluta con McCaw in campo.
Il 15 agosto 2015, durante il retour match valido per la Bledisloe Cup contro l'Australia vinto all'Eden Park di Auckland per 41 a 13, McCaw è divenuto il recordman di presenze internazionali avendo raggiunto il suo 142º test match e superando l'irlandese Brian O'Driscoll che si fermò a 141 complessivi (133 con l'Irlanda e 8 con i British Lions).
Capitano anche alla Coppa del Mondo di rugby 2015, vi disputò sei incontri, tre nella fase a gironi e a seguire tutta la fase eliminatoria: giunto alla finale del torneo, corrispondente alla sua 148ª partita, nell'occasione eguagliò il record dell'inglese Jason Leonard di 22 presenze nella Coppa.
Con la vittoria per 34-17 sull'Australia McCaw è divenuto il primo capitano a guidare una nazionale in due successi in Coppa del Mondo, oltre ad averlo fatto in due edizioni consecutive.
Prima dell'incontro di finale le statistiche citavano McCaw presente in 130 dei 412 test match vinti dagli All Blacks dal 1903, vale a dire circa il 32 per cento; di tali 130 vittorie, in 109 era capitano; dopo il suo primo test match ha visto debuttare altri 132 giocatori in maglia nera, circa il 10 per cento di tutti gli internazionali neozelandesi.
Dopo la fine della Coppa del Mondo il giocatore non aveva ancora reso note le sue intenzioni future, anche se la stampa ne aveva ipotizzato la fine della carriera agonistica dopo che nel comunicato stampa con cui i Crusaders avevano annunciato la rosa per il Super Rugby 2016 McCaw non figurava; il 19 novembre 2015 è giunta alla stampa la notizia del suo ritiro ufficiale dall'attività, nella quale McCaw ha aggiunto che in nessun caso avrebbe prolungato la sua carriera professionistica all'estero.
Richie McCaw vanta anche un invito nei Barbarians, in occasione del match di fine tour dell'Australia nelle Isole britanniche del 2008.

### Vita privata

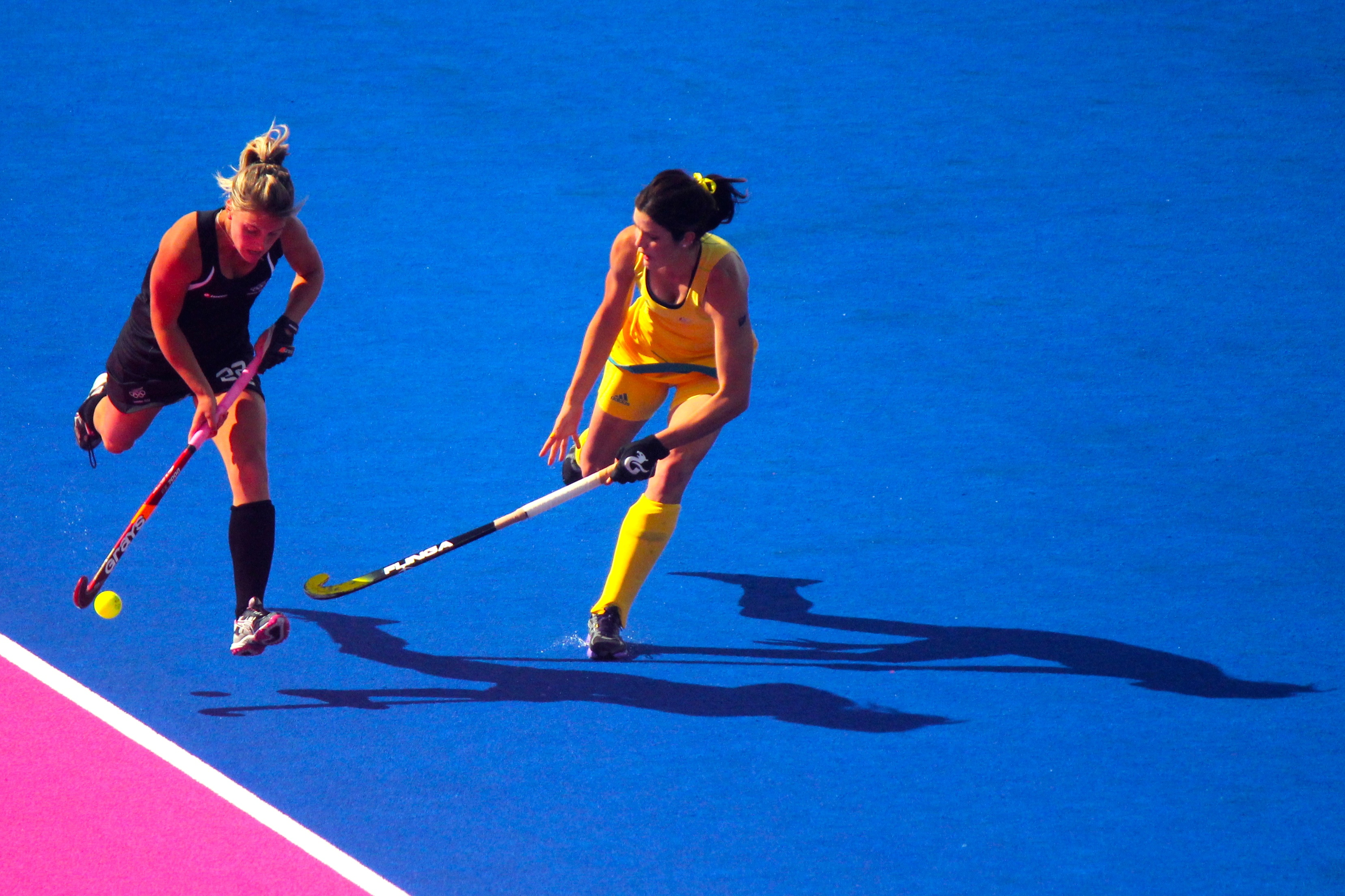
Gemma Flynn (a sinistra), la hockeista su prato moglie di McCaw

A lungo scapolo, McCaw fu accreditato di volta in volta di diverse relazioni sentimentali, alla fine di ciascuna delle quali la stampa nazionale ciclicamente tornava a definirlo «lo scapolo più ricercato del Paese».
Il 17 gennaio 2017, comunque, ha sposato, come il suo compagno di club Dan Carter, una Black Stick, ovvero una giocatrice della nazionale neozelandese di hockey, Gemma Flynn, di 9 anni più giovane; il matrimonio è avvenuto a Wanaka, una località di villeggiatura nella regione di Otago.
Appassionato di volo grazie agli insegnamenti di suo nonno, dal 2009 al 2011 McCaw fu caposquadriglia onorario della Royal New Zealand Air Force, e convinse il responsabile di Discovery Channel per l'Australasia a produrre un documentario-reportage sul volo ad aliante, con lui stesso protagonista.
Insieme al suo compagno di club e di Nazionale Dan Carter, Richie McCaw siglò nel 2010 un contratto che lo teneva legato alla Federazione rugbistica neozelandese fino a tutta la Coppa del Mondo, per un ammontare di 750 000 NZD (ca. 490 000 euro), che li resero all'epoca i rugbisti più pagati del Paese.
Alla fine del 2011, dopo la vittoria in Coppa del Mondo, il primo ministro neozelandese John Key propose informalmente l'onorificenza del cavalierato a McCaw, garantendogli quindi il titolo di “Sir”, ma lo stesso McCaw declinò l'offerta.
Pur avendo gradito la proposta, infatti, McCaw disse che non era tempo per accoglierla, in quanto ancora in attività e che potrebbe riconsiderarla solo dopo la fine della carriera agonistica.
A quattro anni dal diniego ricevuto, Key annunciò l'intenzione di riproporre a McCaw il riconoscimento dopo la fine della Coppa del Mondo di rugby 2015 in previsione della, sebbene all'epoca non ufficialmente dichiarata, fine della carriera internazionale del giocatore.
Infine, il 31 dicembre 2015, McCaw fu insignito dell'onorificenza di membro dell'Ordine della Nuova Zelanda, del quale solo un massimo di venti persone viventi, in ogni tempo, si possono fregiare.
Da un sondaggio online sulle abitudini sessuali dei neozelandesi, Mega Kiwi Sex Survey 2012, Richie McCaw risultava all'epoca essere la celebrità maschile più ambìta dal pubblico femminile del Paese, davanti ai suoi compagni di nazionale Dan Carter e Sonny Bill Williams.

## Palmarès
- Coppe del mondo: 2
Nuova Zelanda: 2011, 2015
- Super Rugby: 4
Crusaders: 2002, 2005, 2006, 2008
- National Provincial Championship: 5
Canterbury: 2001, 2004, 2008, 2009, 2010, 2011

## Momenti salienti della carriera internazionale
| Data              | Luogo                           | Torneo               | Incontro                         | Evento |
| ----------------- | ------------------------------- | -------------------- | -------------------------------- | --- |
| 17 novembre 2001  | Dublino (Lansdowne Road)        | Tour 2001            | Irlanda - Nuova Zelanda 29-40    | Esordio in nazionale |
| 3 agosto 2002     | Sydney (ANZ Stadium)            | Tri Nations 2002     | Australia - Nuova Zelanda 16-14  | Prima meta internazionale |
| 11 ottobre 2003   | Melbourne (Docklands Stadium)   | Coppa del Mondo 2003 | Nuova Zelanda - Italia 70-7      | Esordio in Coppa del Mondo |
| 20 novembre 2004  | Cardiff (Millennium Stadium)    | Tour 2004            | Galles - Nuova Zelanda 25-26     | Primo incontro da capitano (in sostituzione di Tana Umaga)                                                                        |
| 8 luglio 2006     | Christchurch (Lancaster Park)   | Tri Nations 2006     | Nuova Zelanda - Australia 32-12  | Primo incontro dopo l'investitura ufficiale a capitano                                                                            |
| 8 settembre 2007  | Marsiglia (Vélodrome)           | Coppa del Mondo 2007 | Nuova Zelanda - Italia 76-14     | Primo incontro da capitano in Coppa del Mondo                                                                                     |
| 29 novembre 2008  | Londra (Twickenham)             | Tour 2008            | Inghilterra - Nuova Zelanda 6-32 | Primo Grande Slam nelle Isole Britanniche da capitano                                                                             |
| 27 novembre 2010  | Cardiff (Millennium Stadium)    | Tour 2010            | Galles - Nuova Zelanda 25-37     | Secondo Grande Slam nelle Isole Britanniche da capitano                                                                           |
| 24 settembre 2011 | Auckland (Eden Park)            | Coppa del Mondo 2011 | Nuova Zelanda - Francia 37-17    | 100º incontro in Nazionale, primo neozelandese a raggiungere tale traguardo                                                       |
| 23 ottobre 2011   | Auckland (Eden Park)            | Coppa del Mondo 2011 | Nuova Zelanda - Francia 8-7      | Prima vittoria nella Coppa del Mondo                                                                                              |
| 6 ottobre 2012    | Johannesburg (National Stadium) | Championship 2012    | Sudafrica - Nuova Zelanda 16-32  | Primo giocatore in assoluto a vincere 100 test match                                                                              |
| 22 novembre 2014  | Cardiff (Millennium Stadium)    | Tour 2014            | Galles - Nuova Zelanda 16-34     | 100º incontro da capitano degli All Blacks                                                                                        |
| 31 ottobre 2015   | Londra (Twickenham)             | Coppa del Mondo 2015 | Nuova Zelanda - Australia 34-17  | Seconda vittoria nella Coppa del Mondo e 148º incontro internazionale, nonché ultimo incontro in assoluto della carriera di McCaw |